# Carl Friedrich von Ledebour
Carl Friedrich von Ledebour (Stralsund, 8 luglio 1786 – Monaco di Baviera, 4 luglio 1851) è stato un botanico tedesco.

## Biografia
Tra il 1811 e il 1836 fu professore di scienze presso l'Università di Tartu, in Estonia.
Le sue opere più importanti furono Flora Altaica, la prima opera sulla flora dei Monti Altaj, pubblicata nel 1833 e Flora Rossica, pubblicata in quattro volumi tra il 1841 e il 1983, la prima flora completa dell'Impero russo.
Le specie descritte nella Flora Altaica fu Malus sieversii, la mela e il larice siberiano.
I generi Ledebouria e Ledebouriella sono stati nominati in suo onore.